# Louis Bourguet
Louis Bourguet (Nîmes, 23 aprile 1678 – Neuchâtel, 31 dicembre 1742) è stato un geologo e archeologo svizzero, eclettico e corrispondente di Leibniz che scrisse di archeologia, geologia, filosofia, studi biblici e matematica.
Bourguet entrò nel Collegio di Zurigo nel 1688. Divenne professore di filosofia e matematica a Neuchâtel nel 1731. Cercò di integrare la filosofia leibniziana con questioni di filosofia naturale.

## Opere

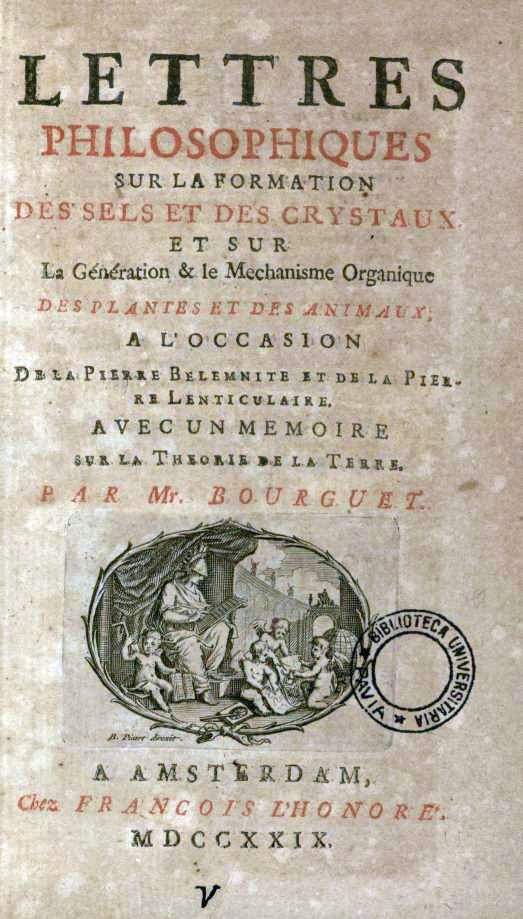
Lettres philosophiques sur la formation des sels et des crystaux et sur la génération et le mechanisme organique des plantes et des animaux, 1729

- Dissertation sur les pierres figurées, 1715.
- Lettres philosophiques sur la formation des sels et des crystaux, et sur la génération et le méchanisme organique des plantes et des animaux, à l’occasion de la pierre bétemnite et de la pierre lenticulaire, avec un mémoire sur la théorie de la terre, Amsterdam, 1727.
  -  Lettres philosophiques sur la formation des sels et des crystaux et sur la génération et le mechanisme organique des plantes et des animaux, Amsterdam, François L'Honoré, 1729.
- Mémoire sur la théorie de la Terre.
- Traité des petrifications, 1742.
- Opuscules mathématiques, contenant de nouvelles théories pour la résolution des équations de deux, trois et quatre degrés, Leida, 1704, in-8°.